# Gentoftefilmen 1928
|  | Denne artikel er oprettet af botten Steenthbot ud fra en ekstern database. Den kan derfor have sproglige fejl eller mangler. Denne skabelon kan fjernes efter kontrol af indholdet. |

Gentoftefilmen 1928 er en dansk dokumentarfilm fra 1928.

## Handling
Børnehjælpsdagen i Gentofte 15. maj 1928.